# Hymenolepis gnidioides
Hymenolepis gnidioides là một loài thực vật có hoa trong họ Cúc. Loài này được (S.Moore) Källersjö mô tả khoa học đầu tiên năm 1986.